# Josh Jacobs (Footballspieler)
Joshua Jacobs (* 11. Februar 1998 in Tulsa, Oklahoma) ist ein American-Football-Spieler auf der Position des Runningbacks. Er steht bei den Green Bay Packers in der National Football League (NFL) unter Vertrag, zuvor war er für die Las Vegas Raiders aktiv. Er spielte College Football für die Alabama Crimson Tide, das Football-Team der University of Alabama. Jacobs wurde von den Raiders als 24. Pick im NFL Draft 2019 ausgewählt.

## Karriere
Jacobs besuchte die McLain High School in Tulsa, Oklahoma. Während seiner Highschool-Karriere erzielte er 5.372 Yards und 56 Touchdowns. Er verpflichtete sich an der University of Alabama, College Football zu spielen.

### College
Jacobs’ Talent wurde an der Highschool noch nicht erkannt; er erhielt letztendlich durch Twitter einen Platz am College. Ein Bekannter brachte Jacobs auf die Idee, Videos seines Spieles auf Twitter hochzuladen. Die Videos verbreiteten sich wie ein Lauffeuer, und er erhielt Dutzende Anfragen von den prominentesten Colleges. Schlussendlich ging er an die University of Alabama.
Als Neuling in Alabama im Jahr 2016 erlief er 567 Yards und vier Touchdowns bei 85 Läufen. Als Student im zweiten Jahr 2017 erlief er 284 Yards und einen Touchdown bei 46 Läufen. Nach der Saison wurde festgestellt, dass er die meiste Zeit der Saison mit einem gebrochenen Knöchel gespielt hatte. Als Junior wurde er zum MVP des SEC Championship Games 2018 ernannt, nachdem er 83 Yards mit zwei Touchdowns erlaufen hatte.

### NFL

#### Oakland / Las Vegas Raiders
Die Oakland Raiders wählten Jacobs in der ersten Runde (24. insgesamt) des NFL Draft 2019 aus. Der Pick wurde ursprünglich von den Chicago Bears in einem Handel erworben, der Khalil Mack nach Chicago brachte.
Jacobs gab sein NFL-Debüt in Woche 1 gegen die Denver Broncos. In diesem Spiel lief Jacobs für 85 Yards und zwei Touchdowns und fing einen Pass für 28 Yards beim 24:16-Sieg. Jacobs verpasste drei der letzten vier Spiele der Saison aufgrund einer Schulterverletzung und einer Hautinfektion. Jacobs beendete die Saison 2019 mit 1.150 Rushing Yards und sieben Rushing Touchdowns.
Am 29. April 2022 gaben die Raiders bekannt, dass sie die Option für das fünfte Jahr in Jacobs’ Vertrag nicht verwenden würden, sodass er in der Offseason 2023 ein Free Agent wäre. Nachdem er in der Saison 2022 allerdings die Liga mit 1653 erlaufenen Yards angeführt hatte, einen Karrierebestwert von 12 erlaufenen Touchdowns aufgestellt hatte und in den Pro Bowl sowie zum first-team All-Pro gewählt worden war, hielten die Raiders Jacobs für die Saison 2023 mit dem Franchise Tag.

#### Green Bay Packers
Im März 2024 unterschrieb Jacobs einen Vierjahresvertrag im Wert von 48 Millionen US-Dollar bei den Green Bay Packers. Dort ersetzte er den langjährigen Starter Aaron Jones.

## Persönliches
Als Kind lebte Jacobs mit seinem Vater in Armut und musste teilweise auf der Rückbank des väterlichen Autos übernachten. Da er kein eigenes Bett gewohnt war, schlief er die ersten Monate an der University of Alabama auf dem Boden.